# Dystrykt Chavuma
Dystrykt Chavuma – dystrykt w północno-zachodniej Zambii w Prowincji Północno-Zachodniej. W 2000 roku liczył 29 941 mieszkańców (z czego 49,48% stanowili mężczyźni) i obejmował 6298 gospodarstw domowych. Siedzibą administracyjną dystryktu jest Chavuma.